# 鸭跖草黑粉菌
鸭跖草黑粉菌（学名：Ustilago commelinae）是属于黑粉菌目黑粉菌科黑粉菌属的一种真菌，寄生在鸭跖草上。该种分布于中国、日本、俄罗斯、美国等地。